# Contea di Cullman
La contea di Cullman, in inglese Cullman County, è una contea dello Stato dell'Alabama, negli Stati Uniti. Al censimento del 2000 la popolazione era di 77 483 abitanti. Il suo capoluogo è Cullman.
Si tratta di una dry county, ma in alcune città è permessa la vendita di alcolici.

## Geografia fisica
La contea si trova nella parte centro-settentrionale dello Stato.
Il Mulberry Fork del fiume Black Warrior scorre lungo la parte sud-orientale della contea e molti dei suoi affluenti, tra cui Duck, Dorsey, Eightmile e Brindley attraversano la contea. Nel 1961l'Alabama Power costruì una diga sul fiume Sipsey creando il lago Smith, situato lungo il confine sud-occidentale della contea. Diversi affluenti del Sipsey, tra cui Blevens, Crooked e Ryan, attraversano l'area.

### Contee confinanti[4]
- Contea di Morgan - nord
- Contea di Marshall - nord-est
- Contea di Blount - est
- Contea di Walker - sud-ovest
- Contea di Winston - ovest
- Contea di Lawrence - nord-ovest

## Storia
La contea fu creata il 24 gennaio 1877 da parti delle contee di Blount, Walker, Morgan e Winston e deve il nome al suo fondatore Johann G. Cullman, che arrivò in Alabama nel 1873 per creare una colonia di immigrati tedeschi.

## Economia
Prima della colonizzazione della Contea di Cullman, l'area era popolata da agricoltori. Dopo la creazione di una linea ferroviaria da Montgomery a Decatur, il vicepresidente della Louisville & Nashville Railroad Albert Fink incontrò Johann Cullman per discutere riguardo alla costruzione di una città lungo la linea per attirare gli affari. Cullman venne attraversata da centinaia di famiglie tedesche, che iniziarono a spingere l'economia della città.

### Strutture che impiegano più persone
Secondo l'ultimo aggiornamento (2016) le strutture che impiegano più persone sono:
| Struttura                         | Impiegati |
| --------------------------------- | --------- |
| Cullman County Schools            | 1241      |
| REHAU                             | 1056      |
| Wal-Mart Distribution             | 1053      |
| Cullman Regional Medical Center   | 979       |
| State of Alabama                  | 726       |
| Wal-Mart Super Center North/South | 700       |
| Topre America Corporation         | 604       |
| Golden Rod Broilers               | 600       |
| Wallace State Community College   | 511       |
| Cullman County Commission         | 508       |

## Infrastrutture e trasporti

### Principali strade ed autostrade
Le principali vie di trasporto che attraversano la contea sono:
- Interstate 65
- U.S. Highway 31
- U.S. Highway 278
- State Route 69
- State Route 91
- State Route 157

## Società

### Evoluzione demografica
Abitanti censiti (migliaia)

Grafico delle fasce di età in base al censimento del 2000

Secondo il censimento del 2010 la composizione etnica della città è 94,7% bianchi, 1,1% neri, 0,5% nativi americani, 0,4% asiatici, 2,2% di altre razze, e 1,1% di due o più etnie. Il 4,3% della popolazione è ispanica.

## Comuni[11]
- Arab - city[12]
- Baileyton - town
- Berlin - town
- Colony - town
- Cullman (capoluogo) - city
- Dodge City - town
- Fairview - town
- Garden City - town[13]
- Good Hope - city
- Hanceville - city
- Holly Pond - town
- South Vinemont - town
- West Point - town
- East Point - CDP
- Joppa - CDP[12]